# テテ (歌手)
テテ (Tété) は、現代フランスのフォーク/ロック/ポップ・ミュージシャンである。自ら作詞作曲、アコースティック・ギター演奏を行う。アフリカ系の血を引くが、音楽的にはアメリカの影響が大きく、アフリカ音楽との直接の関係はない。フランス語の他、英語を流暢に話す。

## 来歴
1975年、ダカールにおいて、セネガル人の父とマルティニーク人の母の間に生まれた。「テテ」とはウォロフ語で導師の意味である。1977 年、両親の離婚のともない、母親と一緒にフランスのボルドーに移住。その後北フランスに移った。9歳の時にソルフェージュとヴァイオリンを習うが、10代はボブ・ディラン、ジミ・ヘンドリックス、ボブ・マーリーなどを好んで聴いていた。16歳の時にケガで入院していた時に母親からギターをプレゼントされる。17歳の時、ナイジェリア出身のイギリスのフォーク/ファンク/ロック・ミュージシャン、キザイア・ジョーンズに衝撃を受け、「黒人でありながらフォークやロックができるのだということを理解させてくれた人。音楽の扉を開いてくれた」と語っている。
1998年、パリに出て、地下鉄の駅や街頭、バー、ライブハウスなどでライブを重ね、2000年にソニー・エピックと契約した。メジャー契約後も精力的にライブを行い、現在も年の公演数は100回を超える。
2004年、À la faveur de l'automne (ア・ラ・ファヴール・ドゥ・ロートン) がフランスの権威あるヴィクトワール賞にノミネートされた。
同年6月、NHK教育テレビの『フランス語会話』でテテが紹介され、日本でも知られるようになった。同番組で2005年4月から1年間、オープニングおよびエンディング曲に Montréal  (モンレアル) と La Tchave (ラ・チャーヴ) が使われた。
2011年4月から半年間、NHKラジオ第2放送の『まいにちフランス語初級編』でオープニングに Love love love（ラヴ ラヴ ラヴ）と Petite Chanson（小さなシャンソン）が使われた。
3rdアルバム『ル・サクル・デ・レミング』初のアメリカ録音となった4thアルバム『夜明けの最初の輝き』に続き、2013年に5thアルバム『裸のままで』を発売。そして2014年には初の英語詞曲を集めたミニ・アルバム『ホームブリュウ52』を日本限定で発売している。
今までに来日も９回を数え、ナイジェリアの女性歌手アシャ、フランスのトリヨといったアーティストとの共演する一方で、沖縄や九州、四国など小さなライヴハウスを巡るツアーも行っていて、2015年にはシンガー・ソングライターの金 佑龍（キム・ウリョン）と一緒に”Folky Quirky Tour”を敢行。またサウンド的にも、ブルーズへの傾倒からギターをオープンチューニングに変え、その力強く響くアクースティック・ギターに独特のメロディー、そしてその一度聴いたら忘れられない声から生み出される音楽は、まさにワン・アンド・オンリーの魅力を持っている。またキリン缶チューハイ氷結や森永乳業の企業CMなどでもテテの歌が使われた。
2016年9月18日に開催されたくるりが主催する京都音楽博覧会2016に出演した。
2004年9月、プロモーションで初来日。
2005年3月、初の日本ツアー。
2007年5月、2度目のプロモーション来日。
2007年9月、2度目の日本ツアー。
2010年11月、3度目のプロモーション来日。
2011年4月、3度目の日本ツアーが予定されていたが、3月11日の東日本大震災の影響でツアーが中止になる。
2011年10月、3度目の日本ツアー。朝霧JAMにも出演（10月9日）。
2013年5月、4度目のプロモーション来日。
2013年11月、４度目の日本ツアー。初めて沖縄でも公演も行った。
2015年3月、5度目の日本ツアーを行う。金佑龍（キム・ウリョン）とともに姫路・徳島・京都・名古屋・横浜・東京を巡った。

## ディスコグラフィ

### アルバム
- 2001: L'Air de rien (レール・ドゥ・リヤン)
- 2003: À la faveur de l'automne (ア・ラ・ファヴール・ドゥ・ロートン)
- 2006: Le Sacre des lemmings et autres contes de la lisière (ル・サクル・デ・レミング)
- 2010: Le Premier Clair de l'aube (ル・プルミエ・クレール・ドゥ・ローブ　邦題：夜明けの最初の輝き)
- 2013: Nu là-bas（ニュ・ラ＝バ　邦題：裸のままで）
- 2015: #Homebrew52（ホームブリュウ52）＊４曲入りミニ・アルバム。日本限定発売
- 2016: Les Chroniques de Pierrot Lunaire（レ・クロニック・ドウ・ピエロ・リュネール　邦題：ピエロ・リュネール氏の半生）

### ライヴ・アルバム
- 2003: Par monts et vallons (パル・モン・エ・ヴァロン)

### コンピレーション・アルバム
- 2006: Putain de toi: Un hommage à Brassens
- 2008: Night In France

### シングル
- 2014: À la faveur de l'automne

- フランス盤はSony Music Entertainment Franceから発売されている（2001年 - 2010年）。
- 日本盤はいずれもMeta Company Limitedから発売されている。